# روي بروكس
روي بروكس (بالإنجليزية: Roy Brooks)‏ هو عازف جاز أمريكي، ولد في 9 مارس 1938 في ديترويت في الولايات المتحدة، وتوفي بنفس المكان في 15 نوفمبر 2005.

## وصلات خارجية
- روي بروكس على موقع ميوزك برينز (الإنجليزية)
- روي بروكس على موقع أول ميوزيك (الإنجليزية)
- روي بروكس على موقع ديسكوغز (الإنجليزية)